# 四季彩の丘

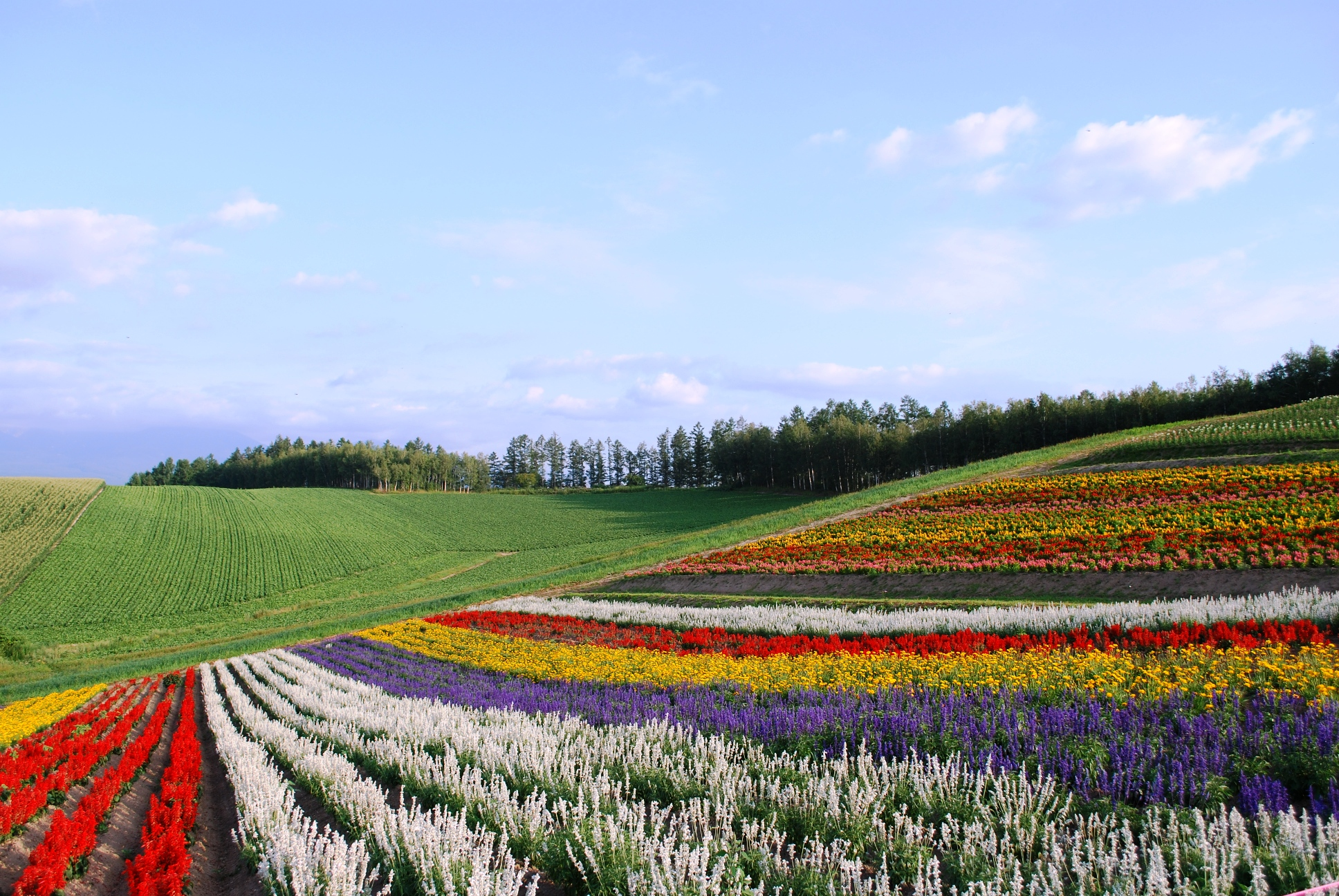
四季彩の丘

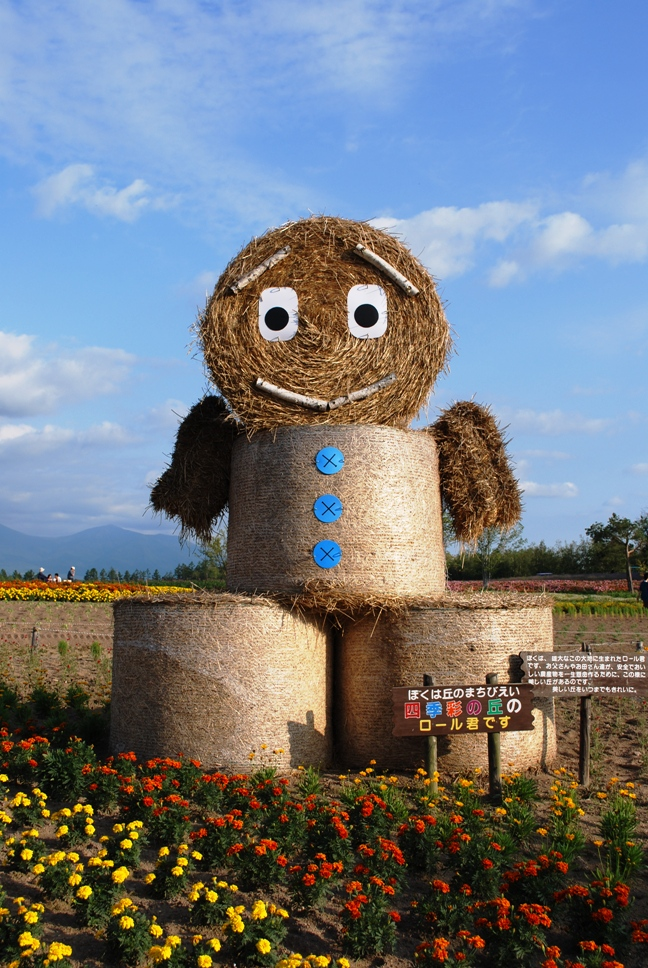
ロール君

四季彩の丘（しきさいのおか）は、北海道上川郡美瑛町にある観光名所。正式名称は「展望花畑 四季彩の丘」。

## 概要
パノラマロードの小高い丘にある「展望花畑 四季彩の丘」は、7ヘクタール（東京ドーム3個分）もの広さを有し、季節によってはラベンダーやルピナス、コスモス、ヒマワリなど年間約30種類の草花が、丘全体にカラフルなじゅうたんのように咲く美瑛を代表する花園である。園内には農産物直売所やお土産販売所、レストランなどがあり、トラクターバスで園内を巡る四季彩ノロッコ号、白樺に囲まれた花畑を一周できる貸しバギー、花畑の好きな場所に移動できる4人乗りのカートといったアトラクションもある。

## 施設データ
- 所在地 - 〒071-0743 北海道上川郡美瑛町新星第三
- 開園時間
  - 4～5月 - 9：00～17：00
  - 6～9月 - 8：30～18：30
  - 10月 - 9：00～17：00 （後半は16:30まで）
  - 11月 - 9：00～16：30
  - 12～2月 - 8：30～16：00
  - 3月 - 9：00～16：30
- 入場料
  - 高校生以上 - 500円
  - 小・中学生 - 300円
  - 小学生未満 - 無料
- 駐車場 - 乗用車 110台、バス8台 （駐車料金500円）

## アクセス
- 自動車：国道237号より美馬牛駅方向 約10分
- 鉄道：JR富良野線美馬牛駅下車 徒歩25分、レンタサイクル20分